# Exoprosopa contorta
Exoprosopa contorta är en tvåvingeart som beskrevs av Mario Bezzi 1924. Exoprosopa contorta ingår i släktet Exoprosopa och familjen svävflugor.
Artens utbredningsområde är Kenya. Inga underarter finns listade i Catalogue of Life.